# Nowa Europa Wschodnia
Nowa Europa Wschodnia – dwumiesięcznik wydawany przez Kolegium Europy Wschodniej im. Jana Nowaka-Jeziorańskiego we Wrocławiu, poświęcony problematyce regionu Europy Wschodniej i Azji Centralnej oraz europejskiej polityce wschodniej. Ukazuje się od września 2008.

## Charakterystyka
Czasopismo zajmuje się europejską polityką wschodnią oraz państwami powstałymi po rozpadzie Związku Radzieckiego w różnych aspektach: politycznym, gospodarczym, kulturalnym, społecznym, historycznym itd. Występują w nim różne gatunki dziennikarskie: publicystykę, reportaż, wywiad, recenzję, czy teksty historyczne.
Na jego łamach wypowiadali się m.in.: Aleksander Kwaśniewski, Iwan Wyrypajew, Richard Pipes, Adam Michnik, Radosław Sikorski, Tadeusz Mazowiecki, Adam Daniel Rotfeld, Barbara Skarga, Eduard Limonow, Lilija Szewcowa, Serhij Żadan, Oksana Zabużko, Zachar Prilepin, Swiatłana Aleksijewicz, Łeonid Krawczuk, Witalij Portnikow, Irina Kobryńska czy Timothy Snyder.
Pismo współpracuje z takimi instytucjami jak Ośrodek Studiów Wschodnich, Polski Instytut Spraw Międzynarodowych, Wydawnictwo Czarne czy Wydawnictwo Znak.

## Portal New.org.pl
Przy piśmie od 2010 roku działa portal New.org.pl, który komentując bieżące wydarzenia poszerza ofertę dwumiesięcznika. Prezentowana na nim jest głównie publicystyka i wywiady. Portal jest miejscem umożliwiającym czytelnikom dyskusję.

## Redakcja
źródło: strona internetowa Nowej Europy Wschodniej
- redaktor naczelny: Andrzej Brzeziecki(inne języki) (do 2019)[2]
- zastępca redaktora naczelnego: Małgorzata Nocuń(inne języki) (do 2019)[2]
- redaktorzy: Sonia Knapczyk, Krzysztof Popek, Sławomir Popowski, Zbigniew Rokita, Kamila Zimnicka, Wojciech Wojtasiewicz

### Współpracownicy
- Piotr Andrusieczko
- Kuba Benedyczak
- Karolina Blecharczyk
- Jan Brodowski
- Kamil Całus
- Juliusz Dworacki
- Maciej Falkowski
- Anna Głąb
- Andrzej Goworski
- Wojciech Górecki
- Iwona Kaliszewska
- Piotr Kępiński
- Kamil Kłysiński
- Wojciech Konończuk
- Paweł Kost
- Bohdana Kostiuk
- Aleksander Kowalewski
- Marek Bogdan Kozubel
- Mateusz Kubiak
- Tomasz Kułakowski
- Krzysztof Nieczypor
- Grzegorz Nurek
- Jewhen Mahda
- Tomasz Mróz
- Piotr Oleksy
- Karolina Wanda Olszowska
- Marta Panas-Goworska
- Piotr Pogorzelski
- Witalij Portnikow
- Antoni Radczenko
- Jadwiga Rogoża
- Maxim Rust
- Eugeniusz Sobol
- Aneta Strzemżalska
- Adam Szczupak
- Andrzej Szeptycki
- Grzegorz Tutak
- Dominik Wilczewski
- Marcin Wojciechowski
- Andrzej Zaręba (rysunki)